# 東京クリニック
東京クリニック（とうきょうクリニック）は、東京都千代田区にある医療機関である。

## 概要
南東北病院グループを形成する病院の一つで、院長は宮崎東洋。脳神経外科医の福島孝徳が日本での窓口としている病院の一つであり外来診療を行っている。
東京駅周辺における医療機関の進出の先駆けでもある。交通利便性の高さもあり、日本各地から患者が来院している。また、企業健康診断を実施することで、高額な賃料を要する立地ながら黒字経営を行えるようになっている。

## 診療科
- ペインクリニック内科
- 脳神経外科
- 消化器外科
- 消化器内科
- 内視鏡内科
- 循環器内科
- 呼吸器内科
- 呼吸器外科
- 内科
- 外科
- 小児科
- 神経内科
- 婦人科
- 形成外科
- 美容外科
- 皮膚科
- 腫瘍内科
- 乳腺外科
- 整形外科
- 糖尿病内科
- 内分泌・代謝内科
- 泌尿器科
- 放射線科
- 総合診療科

## 交通アクセス
- JR東京駅丸の内北口より徒歩7分
- 東京メトロ東西線大手町駅B3番出口に直結
- 東京メトロ東西線大手町駅B2a番出口 すぐ

## 外部サイト
- 東京クリニック